# 大绥河水库
大绥河水库是中国吉林省吉林市永吉县大绥河镇上游3公里达子沟村境内的一座中型水库，位于鳌龙河支流大绥河上游。多年平均径流量1478万m3。
大坝为100年一遇洪水设计，千年洪水校核，万年洪水加成30%保坝。左岸溢洪道泄量395m3/s；右岸输水隧道流量12.5m3/s。设计洪峰流量407m3/s，校核洪峰流量569m3/s。
1978年开工。由大绥河公社建设，吉林市水利勘测设计处设计，永吉县水利局施工技术指导，吉林省水库工程局四处五处混凝土施工。1984年基本完工。其中土方109万m3，石方1.6m3，混凝土方4250m3，国家投资912.38万元，人工135万个，车工3100台日。